# Тузла (город)
Ту́зла (босн. и хорв. Tuzla, серб. Тузла) — город в Боснии и Герцеговине. Административный центр Тузланского кантона и одноимённой общины. По данным переписи 1991 года, город населяет 83 770 жителей, а общину в целом — 131 318. В 2006 году, после притока беженцев, по оценкам, в общине проживает 174 558 жителей. Тузла — третий по величине город в стране после Сараево и Баня-Луки. Первое упоминание города относится к 950 году под названием Соли. Современное название означает то же самое, но заимствовано из турецкого языка. В 1510 году город был турецким гарнизоном, в XIX веке перешёл под власть Австро-Венгрии, а в 1918 году — включён в состав Королевства сербов, хорватов и словенцев.
Название происходит по местным соляным рудникам: лат. Salinae, древнесербское — Solь, современное название образовано от тур. tuzlu — «солёный», tuz — «соль».

## География
Тузла расположена в северо-восточной части Боснии. Площадь общины составляет 302 км². Высота над уровнем моря — 231 метр. На северо-западе окружена горной цепью Маевица, (сербохорв. Majevica, Мајевица), на юго-западе — горами Озрен, Коньюх и Яворник на реке Яла (сербохорв. Jala, Јала). Климат умеренно континентальный. Вокруг Тузлы находятся богатые залежи угля. По всему городу работают 6 угледобывающих шахт. Большая часть угля, добываемого в области отправляется в Тузланскую электростанцию (сербохорв. Termoelektrane Tuzla), крупнейшую в Боснии и Герцеговине.
Граничит с общинами Сребреник и Лопаре — на севере и северо-востоке, Калесией — на юго-востоке, Живинице — на юге и с общиной Лукавац — на западе.

## История
Тузла — одно из старейших поселений в Европе. Первые следы человеческой деятельности на территории современной Тузлы восходят к периоду неолита. Археологи обнаружили множество останков, свидетельствующих о богатой материальной культуре древних жителей этой области. Было найдено большое количество глиняных сосудов с различными орнаментами. А также керамические изделия, каменные ножи, топоры, скребки и другие вещи, которые использовал человек в то время. Эти находки подтвердили, что район города Тузла был заселён начиная с эпохи неолита.
В 1640 году город вошёл в состав Османской империи, став одним из главных центров добывания соли. Первый сохранившийся до настоящего времени, документ, подтверждающий работу османских соляных шахт, датируется 1548 годом. Экономическое развитие города началось в XVII веке, когда он стал важным центром ремесла и административным центром санджака Зворник. Среди множества зданий, построенных во время османского властвования, самым ценным считается мечеть Туралибег, построенная в XVI веке.
21—28 декабря 1920 года в селе Хусино неподалёку от города произошло шахтёрское восстание — одно из выступлений рабочих Боснии и Герцеговины, подготовленных Коммунистической партией Югославии.
2 октября 1943 года партизанские вооружённые формирования Народно-освободительной армии Югославии освободили Тузлу от власти усташей и немецкой оккупации в целом.
Тузла — единственный город в Боснии и Герцеговине, в котором на выборах в 1991 году не победили националистические партии. Хотя в целом на тех выборах в Боснии и Герцеговины одержал победу националистический блок, получив 68 % голосов. В период боснийской войны 1992—1995 годов Тузла была наиболее защищённым городом в Республике Босния и Герцеговины, несмотря на попытки сербов взять город под свой контроль.
15 мая 1992 года в 19:26 на перекрёстке Брчанска малта колонна 92-й моторизованной бригады ЮНА из 200 машин и 600 человек, направлявшаяся в Биелину из казарм «Хусинска буна», подверглась расстрелу местными вооружёнными формированиями. Точное число погибших и раненых неизвестно.
17 июля 1998 года УВКБ ООН Тузла провозглашена открытым городом.
В начале февраля 2014 года в городе начались митинги. Причиной возмущений стало закрытие крупных фабрик и фирм. Однако уже вскоре митинги переросли в массовые беспорядки. В результате было арестовано 24 демонстранта, а 17 полицейских было ранено. На следующий день беспорядки переросли в столкновения с полицией. 7 февраля демонстранты прорвались к зданию администрации города и подожгли его. После этого протестующие прорвались к зданию суда города. Однако через некоторое время полицейские перешли на сторону митингующих. По сообщениям СМИ, в этот день пострадали около 100 полицейских и около 30 протестующих.

## Экономика
Тузла — один из крупнейших, после Сараево и Баня-Луки промышленных центров Боснии и Герцеговины. В общине находится много заводов химической промышленности, продуктов питания, напитков и тяжёлой индустрии.
Город Тузла является административным, культурным, экономическим и образовательным центрам Тузланского кантона. Природные ресурсы и богатые залежи минерального и энергетического сырья были и есть решающим фактором экономического развития в этой области.
Довоенный экономический строй в районе Тузлы характеризовался стремительным развитием тяжёлой промышленности и энергетики, как основных отраслей экономики.
Рядом с городом в Живинице расположен международный аэропорт.

## Население
| Население общины |                  |                  |                  |
| Год переписи     | 1991             | 1981             | 1971             |
| Босняки          | 62 669 (47,61 %) | 52 400 (43,05 %) | 53 271 (49,65 %) |
| Хорваты          | 20 398 (15,49 %) | 24 811 (20,38 %) | 27 735 (25,84 %) |
| Сербы            | 20 271 (15,40 %) | 20 261 (16,64 %) | 21 089 (19,65 %) |
| Югославы         | 21 995 (16,71 %) | 19 059 (15,65 %) | 2540 (2,36 %)    |
| Остальные        | 6285 (4,77 %)    | 5186 (4,26 %)    | 2658 (2,47 %)    |
| Всего            | 131 618          | 121 717          | 107 293          |

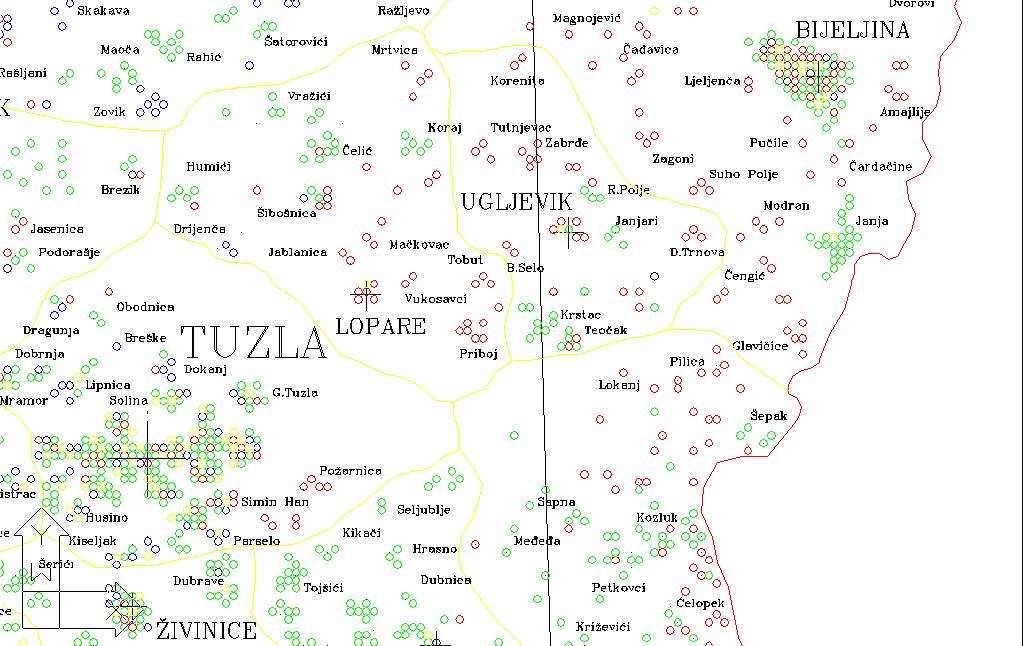
Демографическая карта Тузлы
Сербы
Босняки
Хорваты
Югославы
Остальные

В 2009 году, по оценкам, общину населяет 131 640 жителей.
Примечание: В переписях 1971 и 1981 годов в состав общины также входили населённые пункты: Црно-Блато, Долови, Крижани, Марина-Глава,
Слановичи и Солина. Эти сёла на переписи 1991 года были включены в состав других общин.

## Населённые пункты
| - Брчани - Брешке - Брезе - Бргуле - Букинье - Церик - Цвилевина - Чакловичи-Доньи - Чакловичи-Горни - Чаничи - Добрнья | - Докань - Драгуня-Донья - Драгуня-Горня - Горня-Тузла - Грабовица-Донья - Грабовица-Горня - Худеч - Хусино - Киселяк - Колимер - Коловрат | - Кониковичи - Косци - Ковачево-Село - Ковачица - Кртолие - Куковина - Липница - Липница-Донья - Липница-Горня - Липница-Средня - Лепунице | - Любаче - Маринковичи - Михатовичи - Милешичи - Моранчани - Мрамор - Мрамор-Нови - Ободница-Донья - Ободница-Горня - Орашье - Осое | - Пар-Село-Горне - Пасци-Доньи - Пасци-Горни - Петровице-Донье - Петровице-Горне - Плане - Погориоци - Поляна - Потраш - Пожарница - Рапаче | - Расовац - Симин-Хан - Сноз - Свойтина - Шевар - Шичи - Шички-Брод - Тетима - Тисовац - Тузла - Вршани |

После подписания Дейтонского соглашения большая часть Тузлы была присоединена к Федерации Боснии и Герцеговины. К Республике Сербской (в общину Лопаре) отошли населённые пункты Колимер, Кониковичи, Косци, Потраш.

## Климат
Среднегодовая температура за последние полвека составляет 10°С. Самым холодным месяцем является январь со средней температурой 0,6 градусов, а самым тёплым — июль, средняя температура которого 19.4 градуса. Самая высокая температура в 38,4 градуса была зафиксирована в августе 1971 года, а самая низкая — −25,8 в январе 1963 года. Количество дождливых дней в году составляет 135, с ливнем — 19, с молнией — 37, с туманом — 68, со снегом и инеем — 62. Максимальная высота снежного покрова — 97 сантиметров, была измерена в феврале 1984 года.
| Показатель                    | Янв. | Фев. | Март | Апр. | Май  | Июнь | Июль | Авг. | Сен. | Окт. | Нояб. | Дек. | Год  |
| ----------------------------- | ---- | ---- | ---- | ---- | ---- | ---- | ---- | ---- | ---- | ---- | ----- | ---- | ---- |
| Средний суточный максимум, °C | 3,6  | 6,8  | 11,7 | 16,7 | 21,4 | 24,2 | 26,3 | 26,4 | 22,9 | 17,6 | 11    | 5    | 16,1 |
| Средний суточный минимум, °C  | −4,5 | −2,3 | 0,6  | 4,7  | 8,8  | 12   | 13,2 | 12,9 | 10   | 5,9  | 1,6   | −2,5 | 5    |
| Норма осадков, мм             | 59   | 55   | 61   | 76   | 92   | 111  | 94   | 84   | 64   | 56   | 71    | 72   | 895  |
| Источник: Tuzla               |      |      |      |      |      |      |      |      |      |      |       |      |      |

## Известные личности

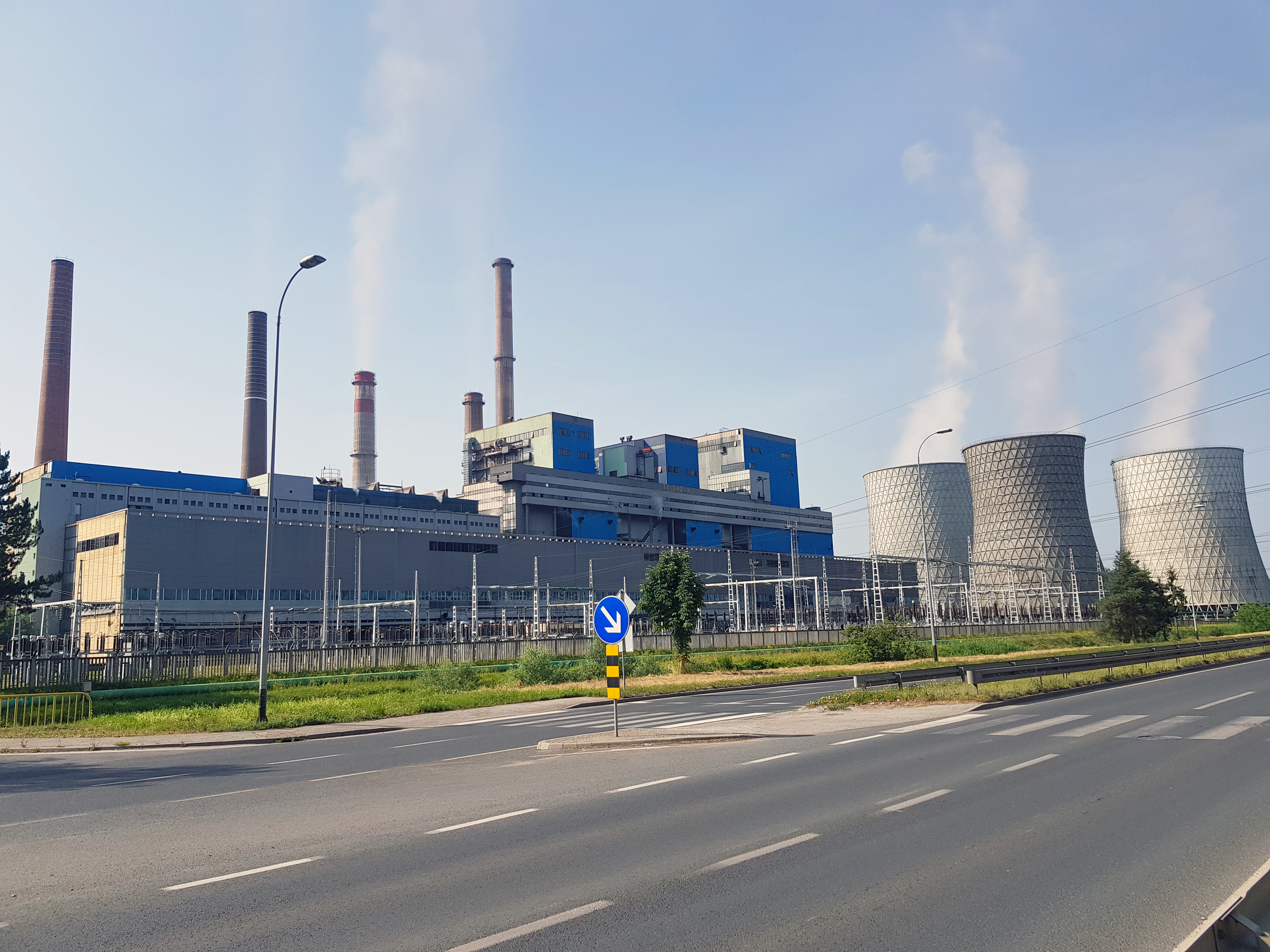
Тузланская электростанция

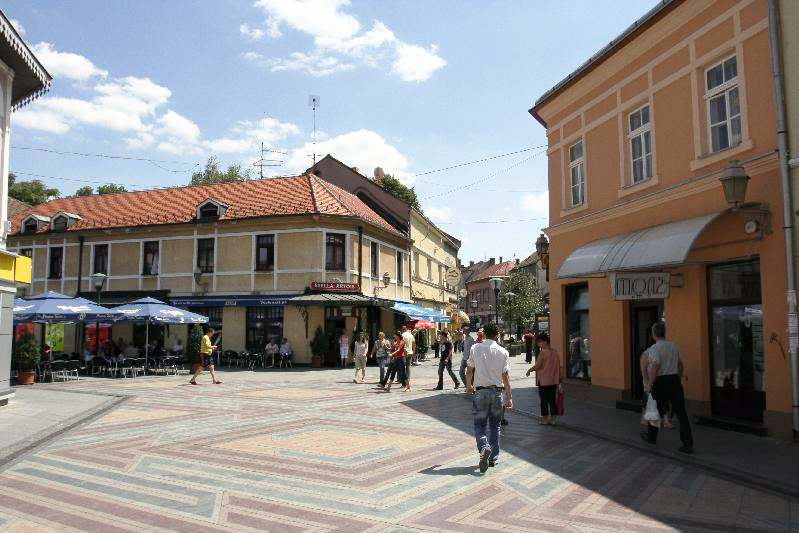
Центр Тузлы

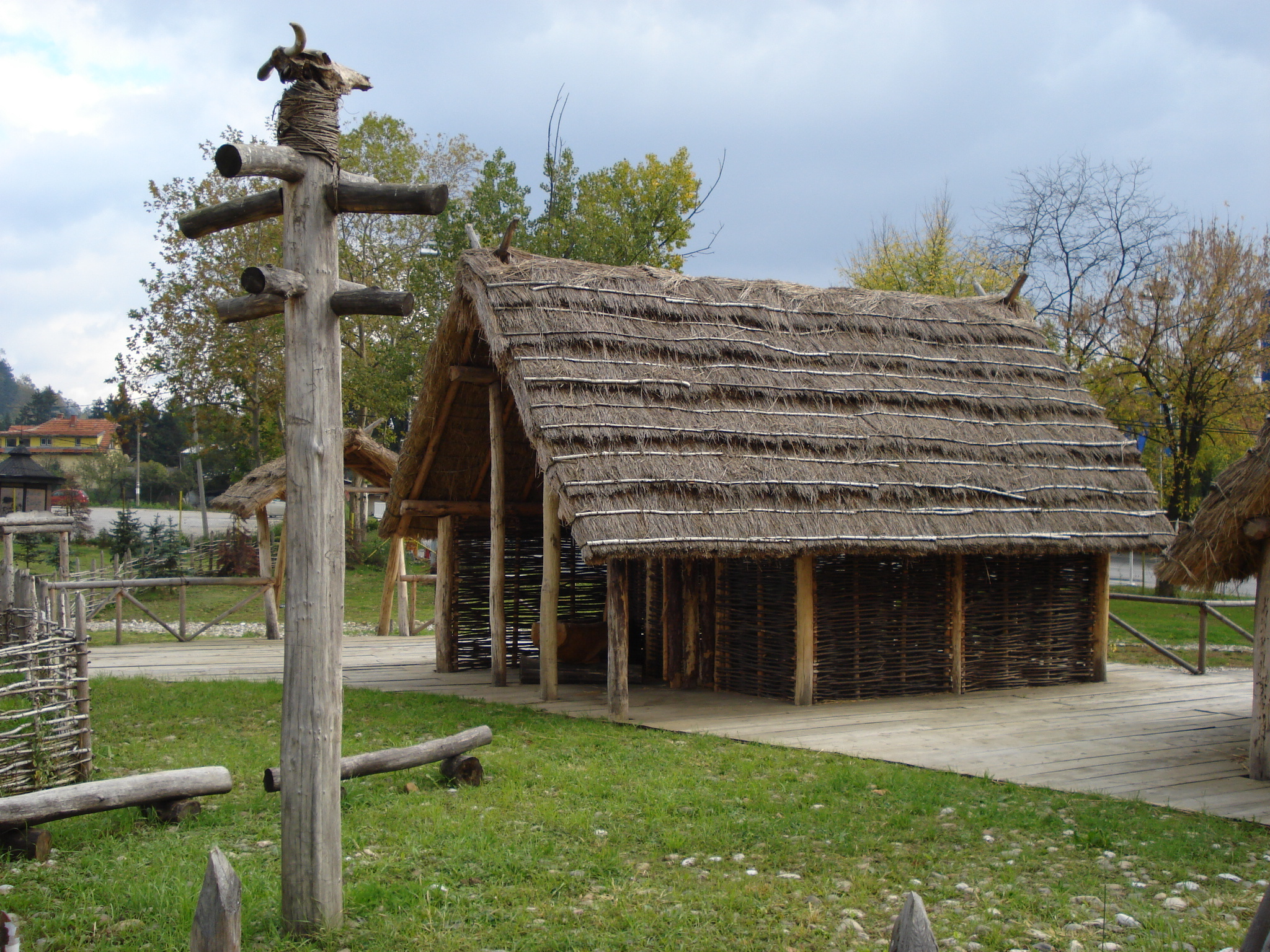
Дом периода неолита, Тузла

Мечеть короля Абдаллы ибн Абдель Азиза Аль Сауда

- Изудин Капетанович, премьер-министр Боснии и Герцеговины (1996)
- Меша Селимович, писатель
- Миралем Пьянич, футболист
- Мирза Делибашич, баскетболист
- Мухамед Мешич, юрист, гебраист, японовед и лингвистический гений
- Ненад Попович, президент группы компаний «АБС Электро»
- Налич, Захид Омерович, лирический тенор и диктор югославской редакции Московского радио (С 1993 года — «Голос России»)
- Фарук Прцич, спортсмен и обладатель боевой награды «Золотая Лилия»
- Исмет Муезинович, художник
- Мохаммед Хевай Ускуфи, писатель и лингвист
- Дервиш Сушич, писатель
- Светлана Китич, гандболистка
- Разия Муянович, баскетболистка
- Владо Керошевич, актёр
- Емир Хаджихафизбегович, актёр
- Джевад Шечербегович, футболист
- Деян Славулица, художник
- Мерсед Ковачевич Меске, футболист
- Неджад Верлашевич, футболист
- Дамир Мршич, баскетболист
- Дамир Мулаомерович, баскетболист
- Санель Реджич, гитарист
- Амар Селимович, актёр
- Владимир Вальяревич, пианист
- Фатмир Алиспахич, публицист
- Ясмин Имамович, писатель и политик, мэр города
- Эмир Имамович, писатель и журналист
- Семир Атич, журналист и профессор литературы
- Эмир Делалич, художник-дизайнер
- Неджад Ибрагимович, профессор и режиссёр
- Томислав Алаупович, политик
- Франьё Лэдэр, скульптор
- Драгиша Трифкович, художник
- Мустафа Хукич, футболист и тренер
- Салих Бркич, журналист
- Неджад Салкович, певец
- Ибро Пашич, врач, основатель медицинского факультета в Тузле
- Наджя Авдибашич-Вукадинович, спортсменка
- Златко Дукич, журналист
- Селим Бешлагич, политик
- Недрет Муйканович, директор УКЦ Тузла
- Мирослав Петрович, журналист
- Джуро Шкондрич, журналист
- Семездин Мехмединович, писатель
- Элвер Рахимич, футболист
- Лепа Брена (настоящее имя Фахрета Живоинович), певица
- Андреа Петкович, теннисистка
- Андреа Пежич, австралийская модель и трансгендерная женщина
- Альма Задич, австрийский политик

## Спортивные клубы
- ФК Слобода
- Тузла Сити
- ГК Слобода
- БК Слобода
- БК Единство
- Баскетбольный клуб Салинасс Фаллконсс
- Волейбольный клуб Тузла

## Города-побратимы
- Осиек, Хорватия
- Сен-Дени, Франция
- Болонья, Италия
- Оспиталет-де-Льобрегат, Испания
- Эль-Хосейма, Марокко
- Даллас, США
- Сомбор, Сербия
- Делфт, Нидерланды
- Печ, Венгрия

## Галерея

Фотографии Тузлы
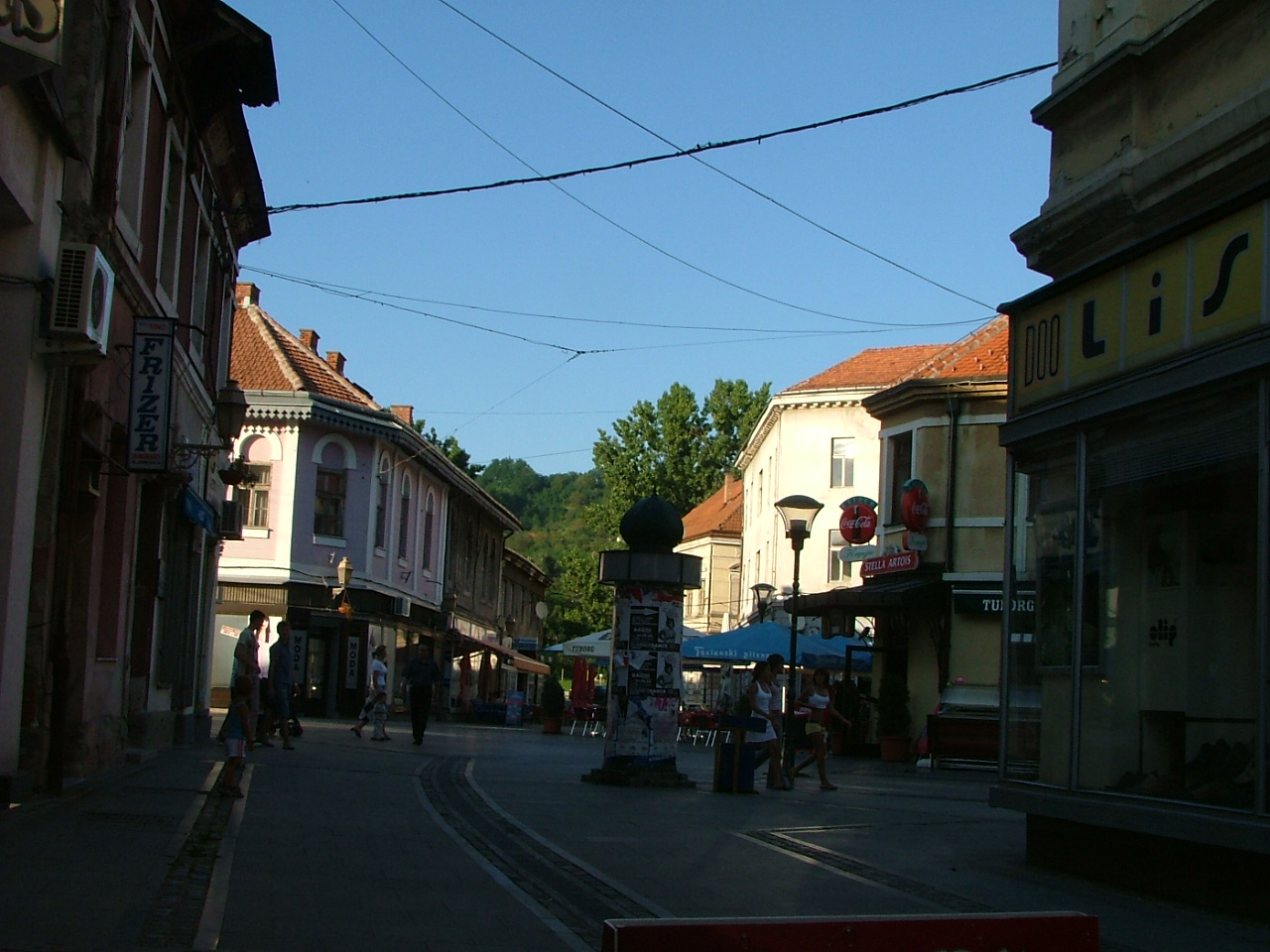
Евишская улица
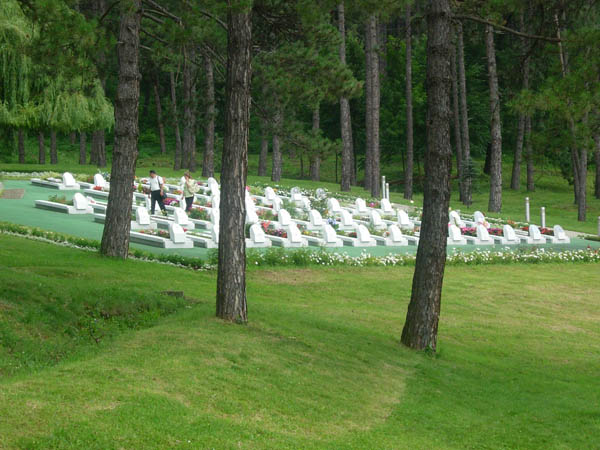
Мемориальный комплекс «Слана-Баня»
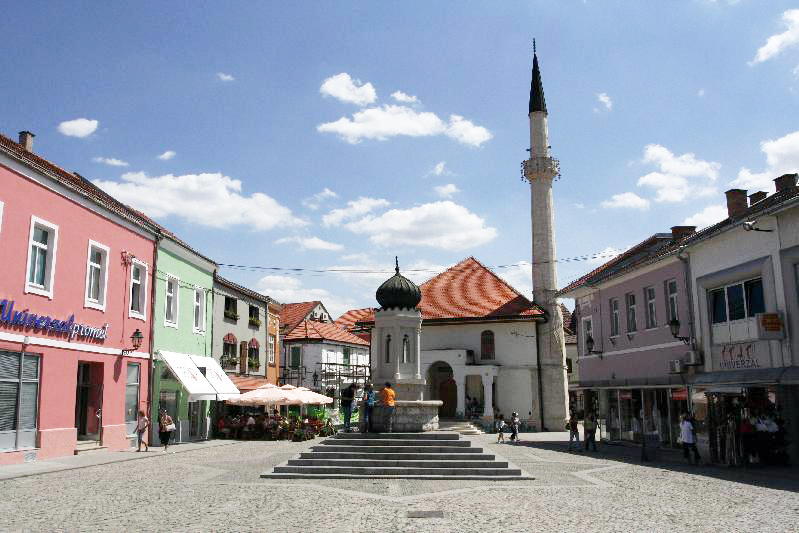
Мечеть
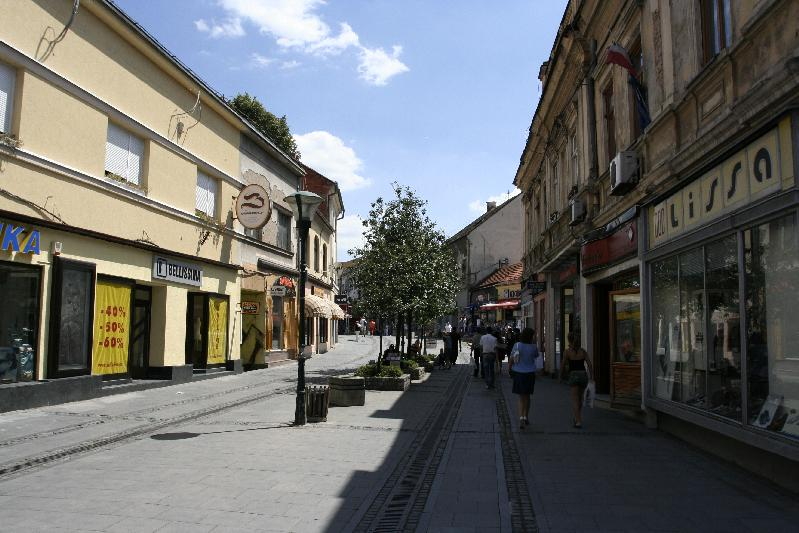
Улица в Тузле
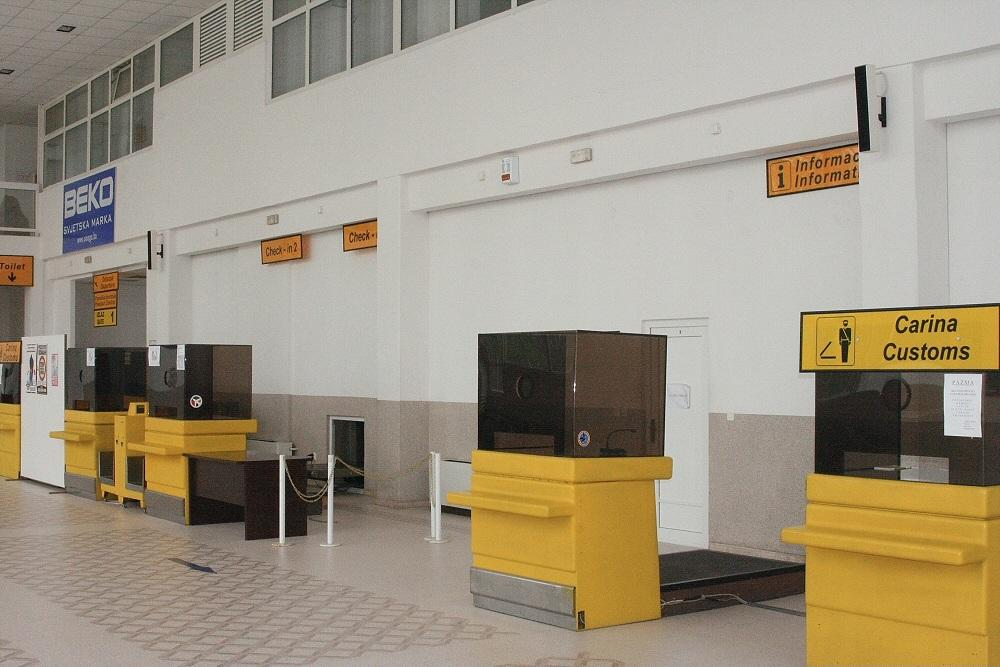
Паспортный контроль
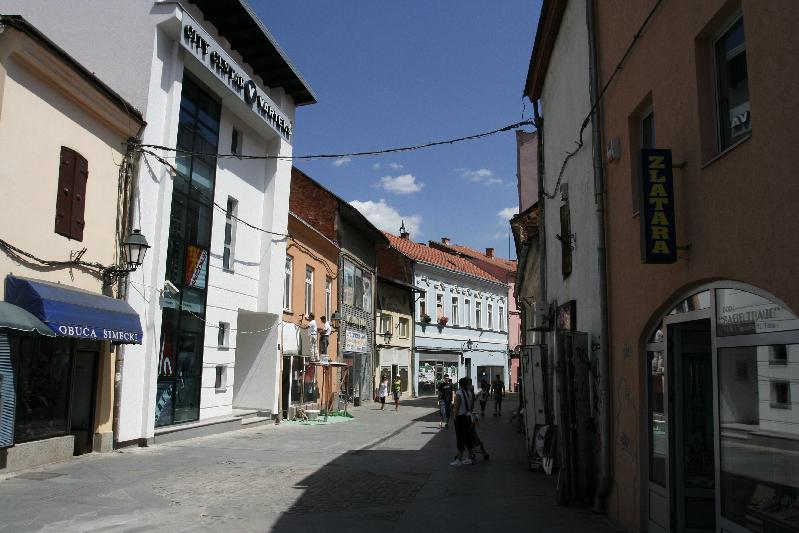
Улица в Тузле
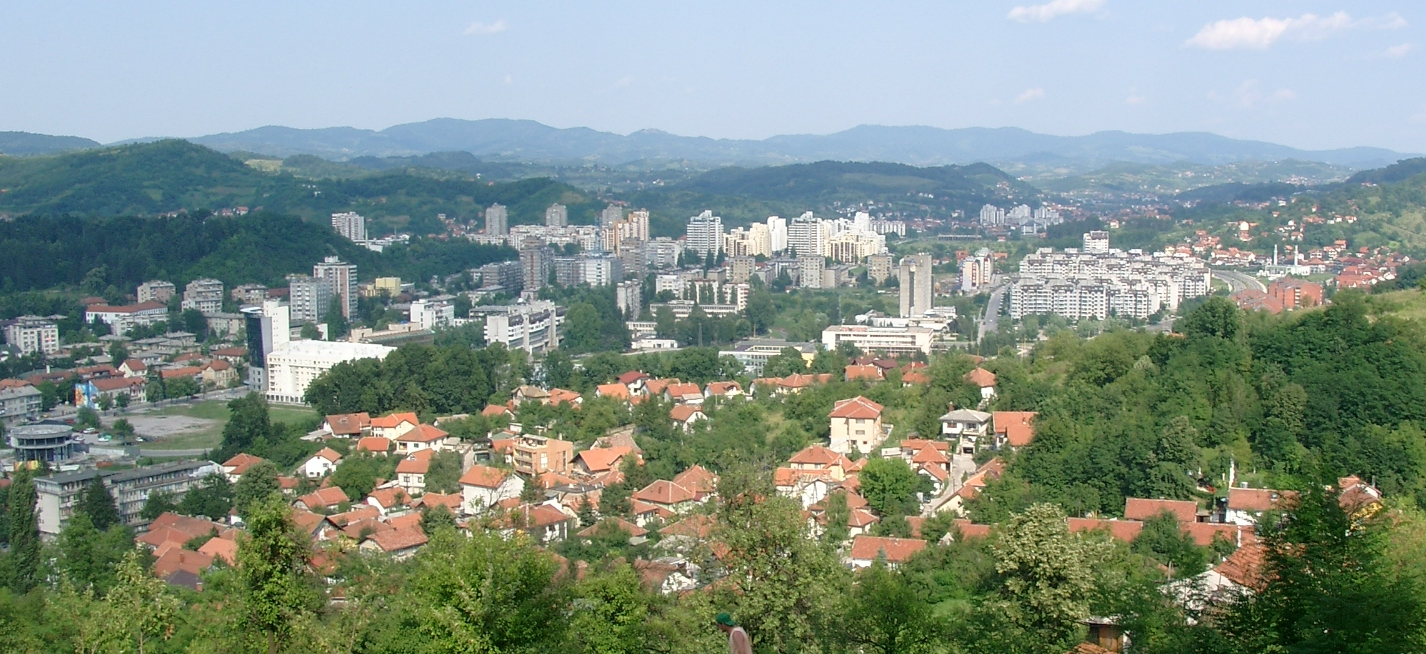
Панорама Тузлы
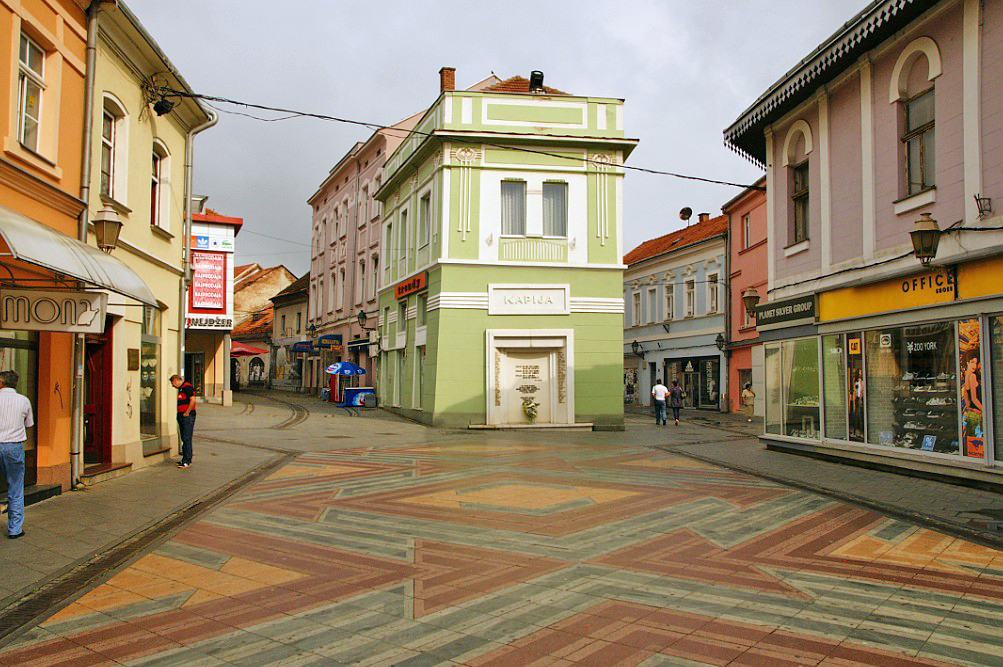
Капийская площадь
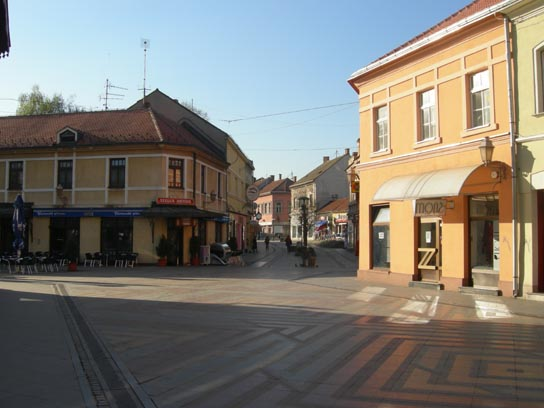
Капийская улица
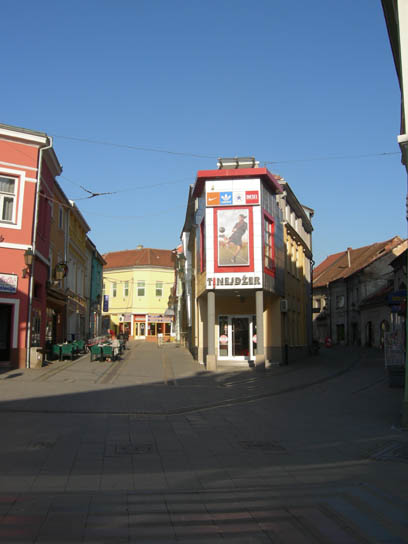
Капийская улица
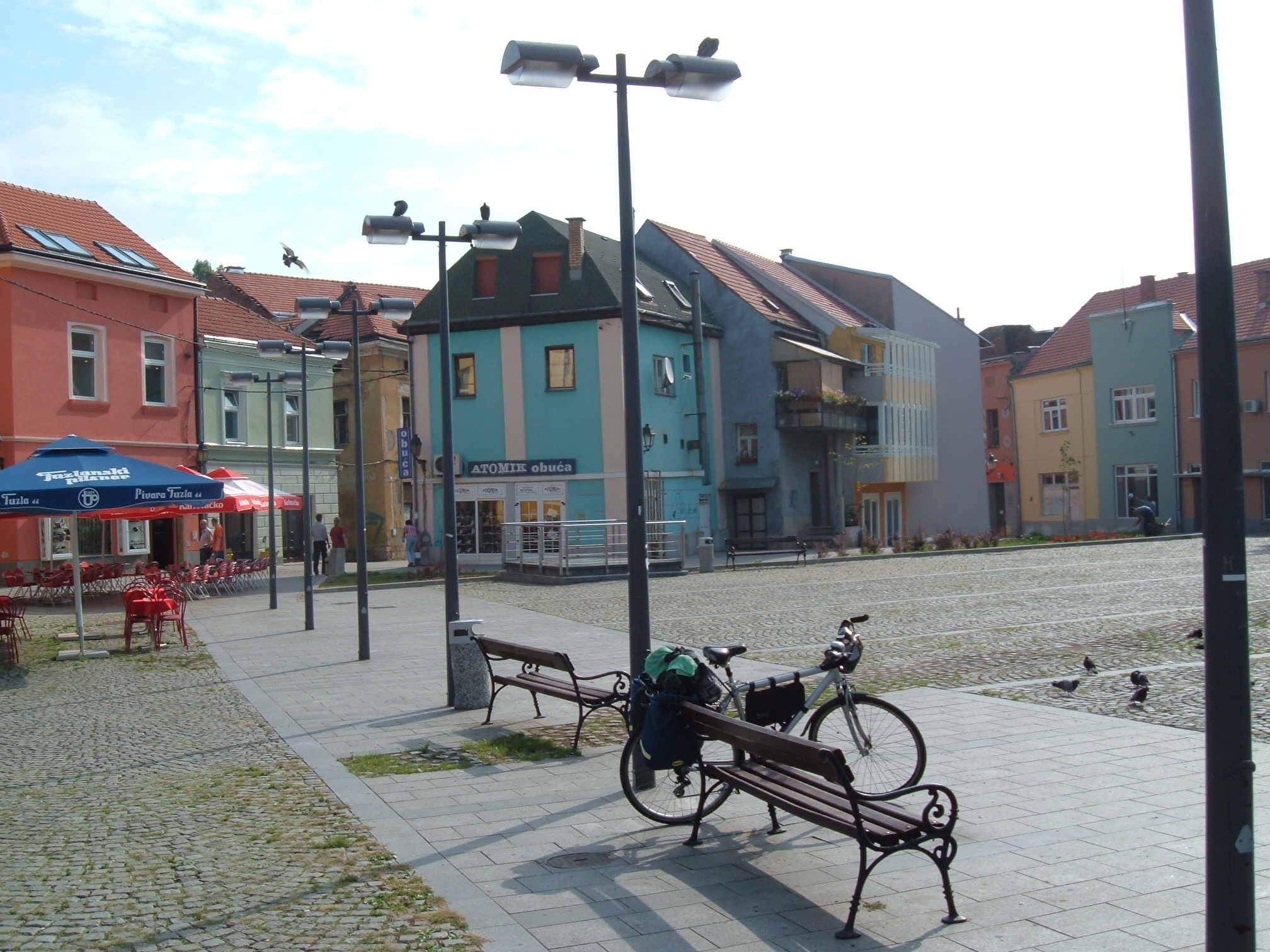
Площадь в городе
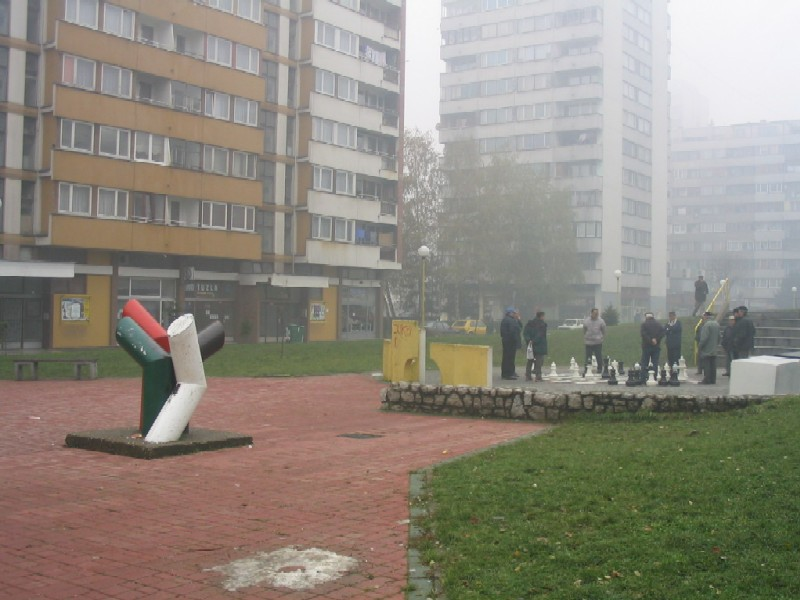
Тузланцы